# Psapharochrus bimaculatus
Psapharochrus bimaculatus är en skalbaggsart som först beskrevs av Fuchs 1958.  Psapharochrus bimaculatus ingår i släktet Psapharochrus och familjen långhorningar. Inga underarter finns listade i Catalogue of Life.